# Самотоевский сельский совет (Краснопольский район)
Самотоевский сельский совет (укр. Самотоївська сільська рада) — входит в состав
Краснопольского района
Сумской области
Украины.
Административный центр сельского совета находится в 
с. Самотоевка
.

## Населённые пункты совета
- с. Самотоевка
- с. Воропай
- с. Глыбное
- с. Думовка
- с. Хвойное